# VfB Lengenfeld 1908
VfB Lengenfeld 1908 is een Duitse voetbalclub uit Lengenfeld, Saksen.

## Geschiedenis
De club werd in 1908 opgericht en sloot zich aan bij de Midden-Duitse voetbalbond. In 1926 promoveerde de club naar de  Gauliga Göltzschtal, een van de toenmalige hoogste divisies. Na een voorlaatste plaats werd de club laatste in 1928, maar bleef van degradatie gespaard door uitbreiding van de competitie. De volgende jaren bleef de club telkens net boven de degradatiezone. 
Na 1933 werd de competitie grondig geherstructureerd. De Midden-Duitse bond werd ontbonden en de vele competities vervangen door de Gauliga Sachsen en Gauliga Mitte. uit de Gauliga Vogtland kwalificeerden zich drie teams. Het is niet bekend of de club zich wel plaatste voor de nieuwe Bezirksklasse, die als tweede klasse werd ingevoerd, of dat de club in de Kreisklasse moest spelen, gezien de laatste plaats is het aannemelijk dat de club naar de Kreisklasse ging. 
Tegenwoordig speelt Lengenfeld in de laagste reeksen.